# ヨッヘン・ダンネベルク
ヨッヘン・ダンネベルク（Jochen Danneberg、1953年4月9日 - ）は、東ドイツ、ハルバーシュタット（現在はザクセン＝アンハルト州）出身の元スキージャンプ選手。1973年から1980年にかけて国際大会で活躍した。

## プロフィール
1972/73シーズンのスキージャンプ週間で国際大会にデビューし総合10位となった。ジャンプ週間では1975/76シーズンと1976/77シーズンに2連覇を達成した。1976年のインスブルックオリンピックで70m級個人銀メダルを獲得、90m級個人でも4位入賞。
東ドイツ選手権 では70m級で1976年と1979年に優勝、1974年は3位入賞した。また、90m級では1976年と1978年に2位となっている。
1995年から2007年まで韓国ナショナルチームのコーチを務め、2007年にはアメリカのコーチに転じた。